# Баграш (повіт)
41°58′42″ пн. ш. 86°37′50″ сх. д. / 41.97827° пн. ш. 86.6306° сх. д.
Баграш, або Боху (уйг. باغراش ناھىيىسى / Baghrash Nahiyisi, кит. 博湖县, пін. Bóhú Xiàn) — повіт Баянгол-Монгольської автономної префектури в Сіньцзян-Уйгурському автономному районі Китаю. Повіт розміщений у північно-центральній частині префектури. Баграш межує з повітами Хецзін, Лобнор, Хошуд, міським повітом Корла та Яньці-Хуейським автономним повітом Баянгол-Монгольської автономної області. Загальна площа — 3603 км², з яких 1646 км² (43,2 %) зайнято водоймами (прісноводне озеро Баграшкьоль). Населення повіту Боху становить приблизно 60 000 осіб. Тут мешкають ханьці, монголи (торгути), уйгури, хуейцзу та 18 інших національностей. Адміністративний центр — муніципалітет Баграш (Боху). Повіт утворений у 1971 році для ефективнішого керування водними ресурсами озера Баграшкьоль.

## Адміністративний поділ
Повіт Баграш складається з 2 муніципалітетів та 5 волостей:
- муніципалітет Баграш (Боху);
- муніципалітет Бумбут (Беньбуту);
- волость Баграш (Боситенху);
- волость Чекіннур (Цайканьноер);
- волость Чаганнур (Чаганьноер);
- волость Табанйокін (Тавеньюкень);
- волость Улан Єкісін (Уланьцзайгесень).

| Китай | Це незавершена стаття з географії КНР. Ви можете допомогти проєкту, виправивши або дописавши її. |

1. ↑  国务院第七次全国人口普查领导小组办公室 中国人口普查分县资料—2020 — 北京市: 中国统计出版社, 2022. — 983 с. — ISBN 978-7-5037-9772-9